# Silaria revelstokei
Silaria revelstokei är en skalbaggsart som beskrevs av Liljeblad 1945. Silaria revelstokei ingår i släktet Silaria och familjen ristbaggar. Inga underarter finns listade i Catalogue of Life.